# Финале Светског првенства у фудбалу 1962.
Финале Светског првенства 1962. је била фудбалска утакмица између Бразила и Чехословачке да би се одредио победник Светског првенства 1962. године. Бразил је победио са 3−1 и забележио други узастопни тријумф на Светском првенству. Репрезентације су се такође састале током групне фазе, а тај меч је завршен нерешеним резултатом. Ово је била друга финална утакмица Светског првенства у којој су учествовали тимови који су већ играли један против другог током групне фазе (прво је било финале 1954. између Мађарске и Западне Немачке).
Ово је била тек друга успешна одбрана титуле на Светском првенству у историји такмичења (после Италије 1938) упркос изостанку једног од бразилских звезда из 1958. године, Пелеа, који је због повреде искључен из игре током другог меча на турниру.

## Утакмица

### Резиме
После 15 минута, Бразил је поново дошао до гола заостатка у финалу Светског првенства, пошто је дугу лопту Адолфа Шерера у гол убацио Јозеф Масопуст и довео Чехословачку у предност 1–0. Међутим, као и на претходном финалу четири године раније, Бразил је убрзо узвратио, изједначивши два минута касније преко Амарилда након грешке претходно беспрекорног чехословачког голмана Вилијама Шројфа. Бразилци се ту нису зауставили и головима Зита и Ваве (након још једне грешке Шројфа) средином другог полувремена, Чехословаци нису могли да се врате у игру, а меч се завршио резултатом 3–1 за Бразил.

### Детаљи
| Бразил                             | 3–1      | Чехословачка       |
| ---------------------------------- | -------- | ------------------ |
| Амарилдо 17’ · Зито 69’ · Вава 78’ | Извештај | Јозеф Масопуст 15’ |

| Бразил | Чехословачка |

| Г              | 1  | Жилмар          |
| О              | 2  | Ђалма Сантос    |
| О              | 3  | Мауро Рамос (к) |
| О              | 5  | Зозимо          |
| О              | 6  | Нилтон Сантос   |
| С              | 4  | Зито            |
| С              | 8  | Диди            |
| Н              | 7  | Гаринча         |
| Н              | 21 | Марио Загало    |
| Н              | 19 | Вава            |
| Н              | 20 | Амарилдо        |
| Селектор:      |    |                 |
| Ајморе Мореира |    |                 |

| Г               | 1  | Вилијам Шројф     |
| О               | 12 | Јиржи Тихи        |
| О               | 5  | Сватоплук Плускал |
| О               | 3  | Јан Поплухар      |
| О               | 4  | Новак (к)         |
| С               | 19 | Андреј Квашњак    |
| С               | 6  | Јозеф Масопуст    |
| С               | 17 | Томаш Поспихал    |
| Н               | 8  | Адолф Шерер       |
| Н               | 18 | Јозеф Кадраба     |
| Н               | 11 | Јозеф Јелинек     |
| Селектор:       |    |                   |
| Рудолф Витлачил |    |                   |

| Помоћне судије: Лео Хорн (Холандија) Боби Дејвидсон (Шкотска) | Правила - 90 минута - 30 минута продужетка ако је потребно - Доигравање ако је и даље нерешено - Измене нису дозвољене |